# Dagens Næringsliv
Dagens Næringsliv (forkortet DN) er et norsk dagblad, der er det fjerdestørste landsdækkende i landet. Avisen beskæftiger sig med erhverv, industri og finans og er således en pendant til den danske avis Børsen. Avisens redaktion er beliggende i Oslo, og chefredaktør og administrerende direktør er siden 2000 Amund Djuve. Oplagstallet har siden 2007 ligget stabilt omkring 80.000.
Avisen blev etableret i 1889 som Norsk Sjøfartstidende, populært kaldet Sjøfarten. I 1912 ændredes navnet til Norges Handels og Sjøfartstidende, og i 1987 fik avisen sit nuværende navn. Siden 1989 har avisen været trykt på laksefarvet papir.
Politisk er avisen liberalistisk og ofte fortaler for markedsøkonomiske løsninger på samfundsproblemer frem for politiske.
Dagens Næringsliv udgives af NHST Media Group og har korrespondenter i New York City, Bruxelles, Stockholm, Phuket, Kristiansand, Stavanger, Bergen, Trondheim og Tromsø. 